# Команда Арайса
Команда Арайса (нем. Sonderkommando Arajs; латыш. Arāja komanda) была организована в начале июля 1941 года, сразу после немецкого захвата Риги, Виктором Арайсом, в дальнейшем штурмбанфюрером СС. Получила официальный статус как подразделение латышской вспомогательной полиции (нем. Lettische Hilfspolizei) и непосредственно подчинялась нацистской СД в Рейхскомиссариате Остланд. Эта зондеркоманда — самое известное подразделение, участвовавшее в убийствах евреев во время Холокоста в Латвии.

## История подразделения

### Создание

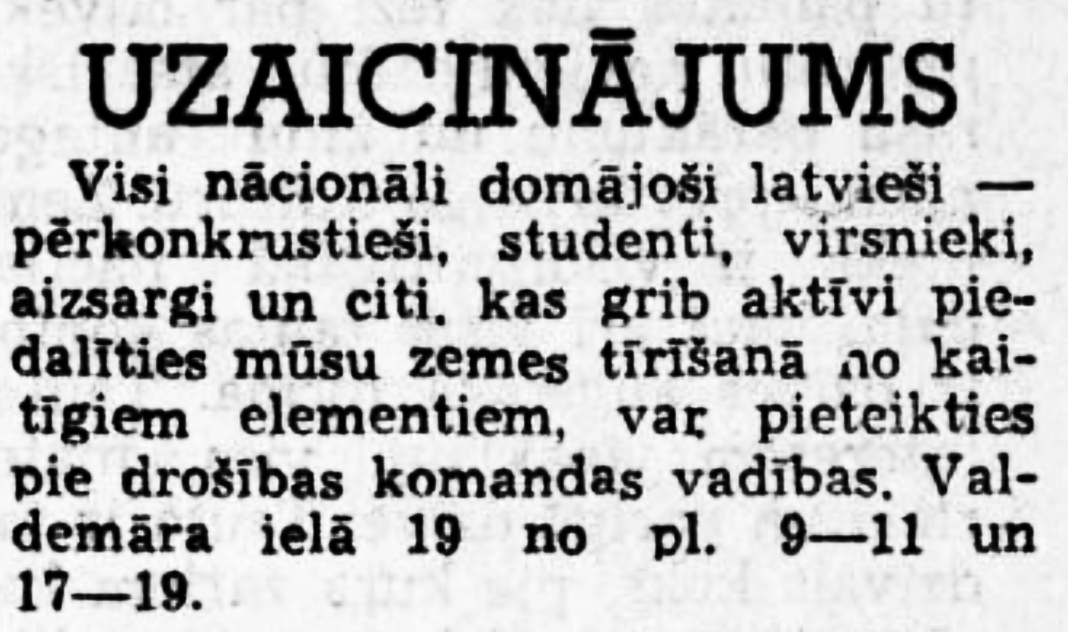
Объявление в газете Тевия: «Все национально думающие латыши — перконкрустовцы, студенты, офицеры, айзсарги и другие, кто хочет активно участвовать в очищении нашей земли от вредных элементов, могут записаться у руководства команды безопасности. Улица Валдемара, 19, с 9 до 11 и с 17 до 19 часов».

На суде Арайс утверждал, что ещё до прихода немцев он создал отряд из 400—500 человек, с которым захватил рижскую префектуру (в советское время — здание НКВД). Историк Андриевс Эзергайлис, ссылаясь на мнение эмигрантов, считает маловероятным партизанское вторжение в Ригу с таким отрядом 1 июля 1941 года и полагает, что бывшие латвийские военные могли собраться в префектуре сами. В реальности в этот день около полудня прибывшего к зданию начальника айнзатцгруппы «А» Вальтера Шталекера встретил именно Виктор Арайс.
Одной из счастливых случайностей было то, что в одном из сопровождающих Шталекера германских офицеров Арайс узнал своего одноклассника по гимназии и армейского сослуживца остзейского немца Ганса Дреслера. Уже 2 июля Арайс вновь встретился со Шталекером и тогда же по предположению Эзергайлиса получил от него разрешение на создание полицейского формирования. После этого он занял помещение корпорации «Леттония» и приступил к формированию отряда, позже ставшего известным как «команда Арайса».

### Деятельность в Латвии
Сам Арайс в день основания своей команды издал приказ арестовывать евреев, идущих по улице, и приводить их в свой штаб на ул. Валдемара, 19. После нескольких дней пыток арестованных приводили по отдельности в кабинет Арайса, где тот заявлял, что готов освободить их за взятку. Тех, кто не мог заплатить, расстреливали сразу.
К концу июля 1941 года латышская вспомогательная полиция в Риге уже насчитывала более сотни человек, причём на службу добровольцами шли не только члены националистических организаций, военные и полицейские, но и студенты и даже старшие школьники из числа латышской молодёжи. В дальнейшем численность «команды» была доведена до нескольких батальонов, командирами которых стали близкие друзья Арайса.
3 июля 1941 года команда Арайса получила приказ арестовать всех трудоспособных евреев-мужчин, которые были помещены в Рижскую центральную тюрьму, куда таким образом было свезено 6000 человек. Жён, которые пытались выяснить судьбу своих мужей, арестовывали. Женщины-латышки стали ходить по еврейским квартирам и предлагать помощь в том, чтобы связаться с заключёнными, передать им вещи, еду и деньги. Это оказалось чистым вымогательством, так как никакие контакты с заключёнными были невозможны.
В первые 3-4 недели оккупации немцы разрешили латышам действовать против евреев по своему усмотрению. Они отнимали имущество и ценности, выкидывали людей из квартир, занимая их вместе с обстановкой. Были сожжены заживо согнанные в дома религиозных служителей и в синагоги люди: такие акции прошли на улице Виляну, в Рижской хоральной синагоге на улице Гоголя («Ди гроссе хор шул», или «Гогел шул»), на улице Стабу (во время оккупации — Сауленштрассе).
После организации рижского гетто, куда все евреи должны были переселиться до 15 октября 1941 года, «команда Арайса» перешла от спонтанных акций к систематическому уничтожению евреев — их расстреливали по утрам в Бикерниекском лесу на окраине Риги. После расстрелов полицаи «премировались» вещами казнённых, прочим местным жителям эти вещи запрещалось брать под угрозой расстрела. Каратель из «команды Арайса» Лиготнис показал после войны на допросе, что только с января по март 1943 года в Бикерниекском лесу латышскими полицейскими были расстреляны более 10 тысяч человек. В некоторые дни расстреливали до 2 тысяч человек, то есть практически на пределе физических возможностей палачей. После одного из таких массовых расстрелов, 1 декабря 1941 года, в той же оккупационной газете «Тевия» выступил журналист Янис Мартинсонс. В статье под заголовком «Борьба против жидовства» помимо прочего было сказано:
«Наконец, пришло время, когда почти все нации Европы научились распознавать своего общего врага — жида. Почти все народы Европы начали войну против этого врага, как на полях сражений, так и в деле внутреннего строительства. И для нас, латышей, пришёл этот миг…»
Вскоре после этой публикации латышские националисты из «команды Арайса» под руководством своего бессменного начальника организовали ещё одну показательную акцию: 8 декабря 1941 года они провели расстрел детей, находившихся в больнице на улице Лудзас, под тем предлогом, что большинство из них было евреями. Сам Арайс активно участвовал в расстрелах и требовал того же от своих подчинённых.
К началу декабря 1941 года, согласно отчёту СС-айнзацгруппы «А», в Латвии было уничтожено уже более 35 тысяч евреев, а за всю войну из более чем 80 тысяч латвийских евреев уцелело только 162 человека. От рук команды Арайса в общей сложности погибло по разным данным от 26 до 60 тысяч евреев.

### Служба в других местах
В 1942 году Арайс получает звание майора, а команду переводят на восток для борьбы с партизанами и даже для фронтовых операций. По свидетельству рижанки, пережившей Холокост в Риге, латышский командир роты Лаймонис Лидумс рассказывал ей об уничтожении всех гетто в Белоруссии, показывая фильмы и фотографии. Он признался, что «вначале при расстрелах евреев в Риге ему было как-то странно участвовать в них, а потом, в Польше, ему стало это так же привычно, как будто он жарил котлеты».
В июле 1943 года Арайс был награждён «Крестом военных заслуг» с мечами.
Подразделения команды Арайса также были задействованы в качестве внешней охраны концлагеря Саласпилс под Ригой и Юмправмуйже. Некоторые из офицеров «команды» перешли в дальнейшем на службу в подразделения, обслуживавшие концлагерь. С началом комплектования латышских «добровольческих» дивизий Ваффен-СС (15-я и 19-я) на «команду Арайса» были также возложены задачи по отлову «добровольцев» и казням наиболее активно уклоняющихся.
Часть команды Арайса в конце 1941 года перебрасывали под Ленинград. Как полагает латвийский историк Эрик Жагарс, немецкие власти предполагали использовать латышей, знавших русский язык, для зачистки города после оккупации.

## Уголовное преследование членов команды
После войны в Советском Союзе были задержаны и осуждены 344 бывших членов команды Арайса. Сам Арайс в 1979 году был приговорён к пожизненному заключению в ФРГ и умер в тюрьме.
Другой известный член команды, авиатор Герберт Цукурс, был убит в Уругвае израильскими спецслужбами. В 2006 году Генпрокуратура Латвии начала уголовный процесс о возможной причастности Цукурса к геноциду еврейского населения, однако ни один из инкриминируемых Цукурсу эпизодов не был доказан, и в 2019 году дело было закрыто. После возмущения общественности это решение было отменено.
Капитан Арнольд Лаукерс был задержан в бельгийском лагере «Зедельгем» в мае 1945 года и выдан СССР. Его осудили за убийства мирных жителей на 10 лет тюрьмы,
В материалах Гамбургского суда над Арайсом фигурирует имя обер-лейтенанта СД Хария Лиепиньша, который благодаря хорошему знанию немецкого языка стал одним из заместителей Арайса. Был заключен в Центральную Рижскую тюрьму за присвоение имущества евреев, в конце войны служил в латышском пограничном полку. После войны оказался в Венесуэле, никогда не был судим, занимался живописью и получил признание в этом качестве.
Никогда не был осужден также Борис Кинстлер, о котором ходили различные легенды, вплоть до того, что он был советским агентом, внедренным в команду Арайса и после войны участвовал в борьбе с «лесными братьями».
В Дюссельдорфе в 1961 году за угрозу оружием в публичном месте был арестован Эгон Янсонс, который в ходе следствия признался, что служил в команде Арайса и лично убил двух евреев и одного русского, участвовал в карательных акциях в России и Белоруссии, затем служил в Латышском легионе. Однако за эти преступления прокуратура ФРГ обвинений не выдвинула, так как сочла, что это были убийства без умысла и по ним наступил срок давности.
В США в 1970-80-е годы была другая ситуация: человека могли осудить за то, что он скрыл данные о службе на нацистов, получая въездные документы. Таким образом в суд попали 13 дел против латышских военных преступников. Двое были осуждены, один бежал из страны, четверо умерли до оглашения приговора, двое пришли к соглашению с правосудием, против четырёх прокурорам не удалось доказать обвинения.

## Известные члены команды Арайса
- Виктор Арайс
- Конрад Калейс
- Карлис Озолс
- Герберт Цукурс

## Документы
- Прибалтика и геополитика 1944 год. О преследованиях евреев в Латвии. web.archive.org. Дата обращения: 14 февраля 2013.